# Kazašský hladomor v letech 1930–1933
Kazašský hladomor v letech 1930–1933, také známý jako Ašaršylyk,  byl hladomor v důsledku politických rozhodnutí sovětské vlády. V Kazachstánu se připomíná 31. května jako Den památky obětí politické perzekuce a hladomoru.
V průběhu hladomoru zemřelo podle různých odhadů 1,5 až 2,3 milionu lidí v Kazašské autonomní sovětské socialistické republice, která byla tehdy součástí Ruské socialistické federativní sovětské republiky v rámci Sovětského svazu. Z toho počtu bylo nejméně 1,3 milionu etnických Kazachů, odhadem vymřelo 38 až 42 procent původní kazašské populace, což je nejvyšší procento ze všech etnických skupin zabitých sovětským hladomorem v letech 1930–1933. Výbor vytvořený kazašským parlamentem  kterému předsedal historik Manash Kozybajev, dospěl k závěru, že hladomor byl „projevem politiky genocidy“, s 1,75 miliony obětí.
Hladomor začal v zimě roku 1930, celý rok před hladomorem na Ukrajině, nazývaným Holodomor, jehož nejhorší fáze probíhala v letech 1931–1933. Hladomor v Kazachstánu způsobil smrt nebo migraci velkého počtu obyvatel, takže Kazaši se stali v Kazašské ASSR menšinou. Teprve v 90. letech, po rozpadu Sovětského svazu, se Kazaši v Kazachstánu stali největší etnickou skupinou. I přes masivní imigraci Rusů a Ukrajinců za carské nadvlády tvořili etničtí Kazaši před hladomorem, asi 60 % obyvatel republiky, jejich podíl klesl na asi 38 % po hladomoru. Někteří vědci vnímají hladomor jako součást širší historie nucené kolektivizace v Sovětském svazu a součást sovětského hladomoru v letech 1932–1933. Sovětské úřady prohlubovaly krizi tím, že znemožňovaly obchodování celých okresů s jinými oblastmi a zastřelily tisíce Kazachů při pokusech o útěk přes hranici do Číny.
Někteří historici označují hladomor za genocidu spáchanou sovětským státem, podle definice Spojených národů. Jiní jej srovnávají s vyhlazováním původního obyvatelstva v severní Americe. V Kazachstánu je někdy nazýván Gološčokinova genocida (kazašsky Голощёкин геноциді) po Filippu Gološčokinovi, který byl prvním tajemníkem komunistické strany v Kazašské ASSR, aby se zdůraznila její umělá povaha.

## Etymologie
Hladomor v Kazachstánu ve 30. letech 20. století je běžně známý jako Ašaršylyk. Označení pochází z kazaštiny: Ашаршылық, v přepisu do latinky Aşarşylyq, IPA: ɑʃɑrʃəˈɫəq; znamená jednoduše hladomor nebo hlad.